# Club Muntanyenc Sant Cugat
El Club Muntanyenc Sant Cugat és una entitat fundada l'any 1944. A l'inici era part del Club Montañés de Barcelona, separant-se anys més tard. Des de llavors que du a terme una activitat esportiva i cívica sense interrupció. Realitza tot tipus d'activitats culturals i esportives amb la muntanya com a protagonista. Al club les activitats són organitzades en general per les diferents seccions, tot i que puntualment són organitzades per socis. També es duen a terme a la seu del club activitats d'altres entitats, com els Castellers de Sant Cugat.
El club té les següents seccions: muntanya, Marxa infantil de regularitat, escola d'excursionisme, esquí, coral, cultura, esplai, natura, atletisme i gimnàstica rítmica.
Des de les primeres seus del Club, prop de la plaça Octavià, es va passar a la seu de la plaça de Barcelona. L'any 2006, el Club es va traslladar a una nova seu més moderna i apropiada a les activitats que s'hi duen a terme, a la rambla del Celler.
El rocòdrom Josep Barberà del CMSC, té una alçada de 20 metres, que el converteix en el més alt de l'estat. Té una extensió de 400 metres quadrats i més de 20 itineraris. Compta també amb una zona d'escalada de blocs, amb una superfície de 112 metres quadrats.
El Club està afiliat a les següents federacions esportives catalanes: Federació d'Entitats Excursionistes de Catalunya, Federació Catalana d'Esports d'Hivern, Federació Catalana de Gimnàstica, Federació Catalana d'Atletisme i Federació Catalana de Triatló. La coral està afiliada a la Federació Catalana d'Entitats Corals. En 2004 va rebre la Creu de Sant Jordi de la Generalitat de Catalunya.